# Фольке Ярл
Фольке Ярл (швед. Folke jarl; 1164 — 1210), також Фольке Бірґерссон — середньовічний шведський ярл, що правив спочатку при королі Сверкері II, а потім при королі Еріку X. Походив з династії Б'єльбу. Загинув у битві при Єстільрені.

## Походження
Фольке Ярл був, з великою ймовірністю, одним із синів ярла Бірґера Броси. Ідентифікація ґрунтується на доказах, зазначених, зокрема, Стеном Карлссоном, та підтриманих Гансом Йіллінгстамом.
Критика цього припущення включає те, яким чином Сноррі Стурлусон згадує чотирьох синів Бірґера Броси: Філіп Ярл, Кнут Ярл, Фольке і Маґнус; у сазі Фольке Бірґерссон не наділений титулом ярлу на відміну від двох старших братів, і дивно, що Сноррі не була відома перша людина у Швеції після смерті Бірґера Броси, тим більше Фольке Ярл був зятем норвезького короля Гаральда Ґіллі.

## Життєпис
Джерела дають дуже мізерну інформацію про Фольке Бірґерссона. Фольке був ярлом короля Сверкера Карлссона. Сам він був одружений з жінкою знатного походження на ім'я Ульфгільда, а його син Суне був одружений з дочкою короля Геленою Сверкерсдоттір. Фольке був убитий у битві при Єстільрені 17 або 18 липня 1210 року.
У Хроніці Еріка Фольке згадується як засновник руху фолькунґів.

## Діти
- Суне Фолькессон, одружений з Геленою Сверкерсдоттір.
- Гольмґер Фолькессон, помер 1254 року в Кімстаді.
- дочка, одружена з Йоганом Енґелом.
- дочка одружена з Реріком Бірґерссоном.
- Катаріна, аббатіса в монастирі Ґудхем (можливо, насправді це онука Фольке Катаріна Сунесдоттір).